# サカイタチ
サカイタチは、茨城県猿島郡境町観光協会のゆるキャラ。
2017（平成27）年12月3日、「境町観光協会ゆるキャラ選考委員会」を実施し、選考委員により、公募された67作品から最優秀賞1点として決定された。
また、優秀賞2点（トマトン、SAKAIさん）も決定された。

## プロフィール
・名　前：サカイタチ
・身　長：151ｃｍ
・生まれ：アメーリカ生まれの元気いっぱいな子
・両　親：お父さんはラッコ、お母さんはミンク
・趣　味：船に乗ることが大好き
・口　癖：ハーイタッチ♪
・必需品：かぶり物
・性　格：友好的で明るく元気な性格
・名前の由来：サカイタチのおじいちゃんがつけた名前。
　　　　　　　本人もとても気に入っている。

## サカイタチがやってきた
昔々、サカイタチのおじいちゃんは有名な冒険家で、くろーい船に乗ってアメーリカから長い旅のはてに境町の河岸にやってきた。
その時、境町で飲んだ「さしま茶」がとても美味しかったのでアメーリカに持ち帰った。
それからアメーリカとの貿易が始まり、境町のお茶は、安政６年（１８５９年）に日本茶として初めて海外へ輸出されたという記録が残る歴史あるお茶となった。　（※中山元成 - 1859年（安政6年）10月10日に「さしま茶」を日本茶として初の輸出に成功させた人物。さしま茶のページより転記）
　あれから、百年以上の歳月が流れ、またアメーリカから１匹の冒険家が、くろーい船に乗って、「境の美味しいもの」を求めて境町の河岸にやってきた！
あっという間に、さしま茶や梅山豚（メイシャントン）、ＢＢＱ等「境の美味しいもの」の虜になったサカイタチであった。

### モチーフ
イタチ・ラッコ・ミンク
サカイタチ！正確にはラッコとミンクのハーフ！
ラッコもミンクもイタチ科であるが、本人もよくわかっていない。

### 特徴
境のまちと温かい人たちが大好きなんだとか、好きなものはお茶・豚・野菜も好き。
　川が好きで泳ぎも得意。
　冒険家だけど、方向音痴。よく迷子になり、いろんなところに出没する。
※記事は道の駅さかいのサカイタチ紹介より引用